# Ülejõe (Rae)
Ülejõe is een plaats in de Estlandse gemeente Rae, provincie Harjumaa. De plaats heeft de status van dorp (Estisch: küla).

## Bevolking
Het dorp had 134 inwoners op 31 december 2011 en 179 inwoners op 31 december 2021.

## Ligging
De Põhimaantee 11, de ringweg om Tallinn, loopt langs de westgrens, de rivier Pirita langs de oostgrens van het dorp.